# 2016年の政治
< 2015年 | 2016年の政治 | 2017年 >
2016年の政治（2016ねんのせいじ）では、2016年（平成28年）の政治分野で起きた出来事についてまとめる。
特に記載のない限り、日本で起きた出来事である。

## 政治関係の出来事

### 1月
- 1日
  -  スイスの連邦参事会で2015年の連邦副大統領だったヨハン・シュナイダー＝アマンが連邦大統領に就任。
  -  日本、ウクライナ、エジプト、ウルグアイ、セネガルの5カ国が国連安保理非常任理事国に就任。
- 3日 -  サウジアラビアのジュベイル外相が、イランとの外交関係を断交すると発表。イランの首都テヘランでデモ隊がサウジ大使館を襲撃した事件を受けたもの[1]。
- 4日 - 第190回国会（通常国会）召集。1月4日の召集は1月に召集されるようになった1992年（平成4年）以降では最も早い[2]。日本共産党が開会式に初めて出席[3]。
- 6日 - 参議院で維新の党と日本を元気にする会が統一会派「維新・元気の会」を結成[4]。「日本を元気にする会・無所属会」無所属のまま加わっていた田中茂と行田邦子はここで離脱した。
- 13日 - 日本を元気にする会が井上義行の離党届を受理。これにより、元気にする会は政党要件を失った[5]。
- 16日 -  中華民国総統選挙で民主進歩党の蔡英文が国民党の朱立倫らを大差で破り、初当選。8年ぶりの政権交代[6]。
- 20日 - 総額3.3兆円の2015年度補正予算が、参議院本会議で自民党・公明党などの賛成多数で可決、成立[7]。
- 24日
  -  ポルトガル大統領選。マルセロ・レベロデソウザ元社会民主党党首が当選[8]。
  - 米軍普天間飛行場の返還・移設問題を争点とする沖縄県宜野湾市市長選挙が執行され、2期目を目指した現職の佐喜眞淳（自民・公明推薦）が、翁長雄志沖縄県知事らが支援する新人の志村恵一郎を退け、再選[9]。
  - 米軍岩国基地への空母艦載機移駐を争点とする山口県岩国市市長選挙が投開票され、無所属で現職の福田良彦（自民・公明推薦）が、無所属新人の姫野敦子を大差で破り、3選[10]。
- 28日 - 週刊誌に建設業者からの金銭授受疑惑を報じられた甘利明経済再生・TPP担当大臣が、金銭授受を認め辞任。後任には元環境大臣の石原伸晃が就任[11][12]。

### 2月
- 2日 - 生活の党と山本太郎となかまたちは、国会内で両院議員総会を開き、1月末で任期満了となった小沢一郎代表の無投票再選を決定。なお、同じく生活の党共同代表を務める山本太郎参議院議員との共同代表制は継続する[13]。
- 3日 - 山下慶一郎熊本県荒尾市長が、荒尾市議選の当選者全員に鉢植えを贈ったり、自身の市長選直前に新嘗祭が開かれた市内の神社10箇所に日本酒を贈ったりしたとして、公職選挙法（寄付の禁止）違反の疑いで、熊本県警に書類送検された[14]。
- 4日 - 環太平洋戦略的経済連携協定（TPP）署名式[15]。
- 7日 - 京都市長選挙が投開票され、現職の門川大作（自民党、民主党、公明党、社民党府連推薦）が、元労組委員長の本田久美子（共産党推薦）らに勝利し3選[16][17]。
- 9日 - 7日の北朝鮮のミサイル発射実験強行を受け、衆議院本会議にて北朝鮮への抗議決議を全会一致で可決した。決議は北朝鮮に対し、弾道ミサイルの開発を直ちに断念するよう強く求めるとともに、日本国政府に対し独自の制裁措置を採ることを求める内容となっており、これを受けて安倍総理は「我が国独自の措置の具体的内容の検討を速やかに進め、毅然かつ断固とした措置をとっていく」などと述べた[18][19]。
- 11日 -  ラトビアのライムドータ・ストラウユマ首相が辞任。後任の首相にはリエパーヤ党所属のマーリス・クチンスキスが就任[20]。
- 16日
  - 週刊誌に自らの不倫疑惑が報道されていた自民党の宮崎謙介衆院議員が辞職[21]。同日、宮崎氏は自民党本部に離党届を提出[22]。
  - 神奈川県葉山町の町議会議員が、覚醒剤を所持していたとして覚醒剤取締法違反容疑で現行犯逮捕された[23]。
- 18日 - ウガンダ大統領選挙（英語版）が実施され、就任より30年の現職ヨウェリ・ムセベニが5選[24]。
- 19日 - 野党5党（民主党・共産党・維新の党・社民党・生活の党）の党首が国会内で会談を開き、今年夏の参院選や今後の国会対応についてできる限り協力していくことや、「安倍政権の打倒」「今後の国政選挙で与党とその補完勢力を少数に追い込む」等の目標で一致。これを受け、5党は2015年（平成27年）9月に成立した平和安全法制を廃止するための2法案を衆議院に共同で提出[25]。
- 20日 - 社民党は、東京都内で定期党大会を開催し、吉田忠智党首の続投を決定。また、民主・共産・維新・生活の野党4党の党首や幹事長が来賓として出席。特に、志位和夫委員長が出席した共産党は、幹部が社民党大会に参加するのは旧社会党時代も含めて初[26]。
- 21日 - ボリビアでエボ・モラレス大統領の4選を可能とする憲法改正の国民投票が行われ、否決された[27]。
- 22日 - 民主党・岡田克也と維新の党・松野頼久の両代表は、東京都内で会談し、民主党を存続させて維新の党を吸収する形で両党が合流したうえで、新党を結成することで合意[28]。
- 23日 - 野党5党（民主党・共産党・維新の党・社民党・生活の党）の幹事長・書記局長の会談を開き、夏の参議院選挙において、共産党が定員が1人のいわゆる「参議院一人区」で党の公認候補者の多くを取り下げる方針を示したことを踏まえ、野党共闘へ向けた候補者調整を目指すことで合意[29]。
- 23日 - 3月2日 -  韓国国会でテロ防止法を巡りフィリバスター（長時間討論）。38人が登壇、192時間27分に達した[30]。
- 25日 -  ジャマイカ総選挙 (Jamaican general election, 2016) 。野党・ジャマイカ労働党がポーシャ・シンプソン＝ミラー首相率いる与党・人民国家党に勝利。政権交代へ[31]。
- 26日
  - 民主党・岡田克也と維新の党・松野頼久の両代表は国会内で会談し、民主・維新の両党が3月中をめどに合流することで正式に合意[32]。
  - 鈴木貴子衆議院議員が民主党に離党届を提出[33]。
  - アイルランド総選挙。連立与党が過半数割れとなった[34]。
- 2月28日 -  香港にて2016年立法会新界東選挙区補欠選挙（中国語版）が行われた。民主派が推した公民党の楊岳橋が16万票を獲得し当選[35]。

### 3月
- 1日
  - 衆議院本会議で平成28年度予算が可決。憲法の規定により年度内の成立が確実に[36]。
  - 鈴木貴子衆院議員が提出した離党届けを民主党は受理せず、除籍処分とした[37]。
- 3日
  - 民主党と維新の党は記者会見で、合流に伴う新たな党名案を4日から6日にかけて、両党のホームページとファックスを使って、国民から一般募集すると発表[38]。
  -  ニュージーランド国旗変更国民投票。24日に現国旗を維持する暫定結果が発表され[39]、30日に最終結果が公表され引き続き現国旗を使用することが確定した[40]。
- 4日 - 維新の党と日本を元気にする会は、維新の民主党との合併に伴い参議院における統一会派を解消したことを発表[41]。
- 5日 - スロバキア議会選挙。ロベルト・フィツォ首相率いる与党「方向・社会民主主義」が過半数割れ[42]。
- 6日 -  ベナン大統領選挙（英語版）。リオネル・ザンス（英語版）首相など33名が立候補[43]。
- 11日
  - 2016年キリバス大統領選挙（英語版）が行われ、タネティ・マアマウが新大統領に選出される[44]。
  - 2015年の高知市長選挙の政治資金収支報告書に、ポスター張りの報酬を運動員の高知県議や市議に支払ったと記載した問題で、高知県警に公職選挙法違反（買収および利害誘導）の疑いで、岡崎誠也市長や県議や市議、陣営の出納責任者ら計8人が書類送検された[45]。
- 14日 - 民主党と維新の党は記者会見で、合流に伴う新しい党名を『民進党』とすることで決定したと発表[46]。
- 15日 - ミャンマー連邦議会はアウンサンスーチーの側近にして与党・国民民主連盟の擁立するティンチョーを次期大統領に選出[47]。30日に大統領に就任。
- 20日
  - ベナン大統領選挙決選投票。実業家のパトリス・タロンが首相のリオネル・ザンス（英語版）を破り当選[48]。
  - チベット亡命政府首相・議会選挙 (Central Tibetan Administration general election, 2016) [49]。
  -  アメリカ合衆国大統領バラク・オバマが現職の合衆国大統領としては1928年のカルビン・クーリッジ以来88年ぶりにキューバを訪問[50]。
  - ラオス国民議会選挙[51]
- 22日
  - 改革結集の会のうち、村岡敏英・小熊慎司・重徳和彦・鈴木義弘の4人が民進党に、小沢鋭仁がおおさか維新の会に参加することを表明[52]。これにより、改革結集の会は事実上解散することとなる。
  - 藤井孝男元衆議院議員と坪井一宇元参議院議員が自民党に復党[53]。
  - まち・ひと・しごと創生本部が、文化庁の京都府への全面的移転など政府関係機関の地方移転を決定[54]。
- 24日 -  戦犯として旧ユーゴスラビア国際戦犯法廷にて裁判を受けていたラドヴァン・カラジッチスルプスカ共和国元大統領に、大量虐殺の関与、投獄や人道に反する罪で禁固40年の判決が言い渡された[55]。
- 25日 - 改革結集の会が衆議院事務局に会派の解散届を提出し受理。「改革結集の会」は、3月25日付を以て正式に解散[56]。
- 26日 - 中華民国において中国国民党主席補選が実施され、前立法院副院長の洪秀柱が主席代理の黄敏恵を破り当選[57]。
- 27日
  - 民主・維新の両党などが合併した新党『民進党』結党大会が品川プリンスホテルにおいて開催された[58]。なお、これに先駆けて午前中に行われた維新の党の臨時党大会において、「民進党」結成のための解党を表明しこれを決議、全会一致で採択された。これで、維新の党は正式に解散された[59]。
  - 熊本県知事選挙は、現職の蒲島郁夫が3選[60]。
  - 任期満了に伴う徳島市長選挙は、無所属新人の元四国放送アナウンサー・遠藤彰良が、現職・原秀樹らを破り、初当選[61]。
- 29日
  - 2015年9月に成立した安全保障関連法が、午前0時から施行された[62][63]。
  - 参議院本会議で平成28年度予算が可決され、成立した。一般会計の予算規模は、過去最大の96兆7000億円となった[64][65]。
  - ブラジル最大与党ブラジル民主運動党が連立政権を離脱。閣僚6人も引き上げ[66]。
- 31日
  - ミャンマー与党国民民主連盟は、アウンサンスーチーを新設のポスト「国家顧問」に任命する法案を上院に提出[67]。
  -  旧ユーゴスラビア国際戦犯法廷、戦争犯罪と人道に対する罪の容疑に問われていたセルビア急進党、ヴォイスラヴ・シェシェリに対し全ての罪状について無罪を言い渡した[68]。

### 4月
- 3日 -  イエメンのハーディー暫定大統領、ハーリド・バハーハ（英語版）副大統領兼首相を解任。副大統領にアリー・ムフシン・アル＝アフマル（英語版）、首相にアハマド・オベイド・ビン・ダグル（英語版）を任命[69]。
- 6日
  - 事前に決められた投票所以外でも投票可能な「共通投票所」を鉄道駅の構内やショッピングセンターなどに設置できることなどを盛り込んだ改正公職選挙法が、参議院本会議で自民・民進・公明などの賛成多数で可決成立[70]。2016年6月19日に施行され、国政選挙では夏の参院選から適用される予定。
  - ミャンマーの国家顧問にアウンサンスーチーが就任。
- 7日
  - アイスランドのシグムンドゥル・ダーヴィド・グンロイグソン首相（進歩党党首）がパナマ文書をめぐり辞任。後任にシーグルズル・インギ・ヨーハンソン漁業・農業相（進歩党副党首）が就任[71]。
  - ベトナム国会はグエン・スアン・フック副首相を首相に選出[72]。
- 8日
  - ジブチ大統領選挙が実施され、現職のイスマイル・オマル・ゲレが4選[73]。
  - マダガスカルのジャン・ラヴェルナリヴ首相率いる内閣が総辞職[74]。10日に内務・地方分権化大臣のオリヴィエ・マハファリ・スルナンジャサナが新首相に就任[75]。
- 10日
  - ペルー総選挙。大統領選ではアルベルト・フジモリ元大統領の長女にして日系3世のケイコ・フジモリが首位となるも過半数には届かず、決選投票へ[76]。
  - ウクライナのアルセニー・ヤツェニュク首相が辞任を表明[77]。14日にウクライナ最高会議「ヴェルホーヴナ・ラーダ」はヴォロディーミル・フロイスマン議長を新首相に承認[78]。
  - カナダ野党新民主党のトーマス・マルケア（英語版）党首が辞任を表明。2015年カナダ総選挙での惨敗を受けた引責[79]。
- 12日 - 前期補欠選挙告示（北海道第5区・京都府第3区）
  - 町村信孝の死去に伴う北海道5区は、公明党・日本のこころを大切にする党・新党大地推薦で自民党公認の和田義明と、民進党・日本共産党・社会民主党・生活の党と山本太郎となかまたち・市民ネットワーク北海道推薦で無所属の池田真紀が立候補[80]。
  - 宮崎謙介の議員辞職に伴う京都3区は、自由民主党・公明党の連立与党と日本共産党が擁立を見送ったため、日本のこころを大切にする党（推薦・新党改革）、おおさか維新の会、民進党（推薦・社会民主党）、幸福実現党、無所属2名の計6人が出馬[81]。
- 13日
  - 大韓民国第20代総選挙投開票。朴槿恵大統領を支える与党のセヌリ党が、選挙前より議席を減らし過半数割れ、さらに第一党の地位も失い敗戦。これに対し、最大野党の共に民主党、第3党の国民の党が、いずれも躍進[82]。
  - シリア人民議会選挙[83]。ダマスカス政権側支配地域でのみ選挙が行われ、野党が軒並みボイコットするなか、バアス党が250議席中200議席を獲得する圧勝。またアルメニア人女性2人が初めて人民議会議員に選出された[84]。
- 14日 - 2014年東京都知事選挙に絡んで選挙違反をしたとして、東京地検特捜部が田母神俊雄元航空幕僚長らを公職選挙法違反容疑で逮捕[85][86]。
- 15日 - 山田太郎参議院議員が日本を元気にする会を離党[87]。後、26日におおさか維新の会に入党。第24回参議院議員通常選挙の埼玉県選挙区公認候補者として発表された[88]。
- 16日 - 愛知県常滑市で、収賄の疑いで市議会議員を逮捕[89]。
- 16日 - 19日 - 第7回キューバ共産党大会。ラウル・カストロ第一書記を再選。
- 24日
  - 国会議員の前期補欠選挙投開票[90][91]。
    - 北海道第5区は自民党公認で公明・新党大地・こころ推薦の和田義明が、無所属で民進・共産・社民・生活などが推薦する野党統一候補・池田真紀との接戦に勝利し初当選[92]。
    - 京都府第3区は民進党公認の前職・泉健太（社民党推薦）が約65000票を獲得し再選、2位以下に約40000票以上の差を付けての圧勝。民進党は、民主・維新の合併後初の国政選挙で初勝利[93]。

  - 茨城県内で鹿嶋市市議会議員が児童買春・ポルノ禁止法違反・強姦の容疑で逮捕[94]
  -  オーストリア 2016年オーストリア大統領選挙（英語版）投開票。極右政党オーストリア自由党のノルベルト・ホーファー国民議会議員が得票率35.1%で首位を獲得。緑の党のアレクサンダー・ファン・デア・ベレン元国民議会議員とともに決選投票へ進む見通し。第二次世界大戦後初めてオーストリア国民党とオーストリア社会民主党以外の政党から大統領が誕生することが確実に[95][96]。
  - 赤道ギニア大統領選挙が実施され、現職のテオドロ・オビアン・ンゲマが7選。
- 27日
  - 生活の党と山本太郎となかまたち所属の主濱了参院議員が記者会見を行い、「重篤な症状を持つ家族の介護に専念する」ことを理由に7月に予定される第24回参議院議員通常選挙に出馬せず、今期の任期満了を以て政界を引退することを表明した[97]。
  - 山田太郎参議院議員が比例代表ではなく埼玉県選挙区の候補者とされたことに反発し、おおさか維新に離党届を提出。これに対し維新側は「埼玉県選挙区での出馬は了解の上での入党だった」として離党を認めず、除名処分とした[98][99]

### 5月
- 3日 - スペイン国王フェリペ6世が議会を解散[100]。
- 5日
  - 徳島県美馬市の牧田久市長が国道438号線三頭トンネル内で正面衝突事故、重傷を負った[101]。同月10日、事故の責任を取る形で市長を辞職することを表明し[102]、16日に市議会で辞職が認められた[103]。
  - イギリス地方選挙。ロンドン市長にイスラム教徒のサディク・カーンが当選[104]。
- 6日 - 9日 -  北朝鮮平壌で36年ぶりに朝鮮労働党党大会が開かれ、最終日の9日に金正恩党第一書記が新設された党委員長に就任した。これにより第一書記のポストは廃止された[105]。
- 9日
  -  2016年フィリピン大統領選挙が行われ、ダバオ市長のロドリゴ・ドゥテルテが当選[106]。
  - オーストリアのヴェルナー・ファイマン首相が辞任を表明[107]。ラインホルト・ミッターレーナー副首相が首相代行に就任。17日、オーストリア連邦鉄道前社長のクリスティアン・ケルンが新首相に就任[108]。
- 12日 -  ブラジル議会上院はジルマ・ルセフ大統領に対する弾劾裁判開始を賛成多数で可決し、ルセフ大統領は最大180日間に渡り停職。ミシェル・テメル副大統領が大統領代行に就任[109]。
- 15日 -  ドミニカ共和国総選挙 (en) 。大統領選では現職のダニーロ・メディーナ（英語版）（ドミニカ解放党（英語版））が実業家のルイス・アビナデル（現代革命党（英語版））を抑え再選[110]。
- 17日
  - 熊本地震の被災地の復旧・復興に充てるための総額7780億円の補正予算が全会一致で成立。使途を定めずに必要に応じて橋や道路などのインフラの復旧などに充てることができる予備費7000億円が主な柱[111][112]。
  - 参議院で衆議院選挙制度改革の公職選挙法改正案が成立。議員定数が小選挙区で0増6減、比例代表で0増4減される。また、2020年の国勢調査以降、議席配分方式に新しくアダムズ方式が導入される[113]。
- 19日 - 民進党が党の新ロゴマークを決定[114]。
- 20日 -  中華民国で民進党の蔡英文主席が総統に就任[115]。林全が行政院長に就任[116]。
- 21日 - 1969年（昭和44年）の第32回衆議院議員総選挙に日本社会党から旧北海道1区で初当選以来、北海道知事や衆議院議長等を務めた民進党最高顧問の横路孝弘衆院議員（北海道1区）が高齢であることを理由に、次期衆院選に出馬せず、政界引退を表明[117]。
- 22日
  - オーストリア大統領選挙(英語版)の決選投票。左派・緑の党出身のアレクサンダー・ファン・デア・ベレン元党首が極右・自由党のノルベルト・ホーファー国民議会議員に僅差で逆転勝利[118]。
  -  トルコのアフメト・ダウトオール首相が首相職および公正発展党党首を辞任。エルドアン大統領の側近にして運輸海事通信大臣のビナーリ・ユルドゥルム（英語版）が新首相・新党首に就任[119]。
  -  ベトナムで第14期総選挙が実施された[120]。
- 26日 - 27日 - 三重県志摩市にて第42回主要国首脳会議が開催された[121]。
- 27日 - バラク・オバマ大統領が広島市を訪問し、広島平和記念公園で献花。現職のアメリカの大統領として初[122]。
- 28日 - 民進党最高顧問の横路孝弘衆院議員が北海道1区総支部定期大会において政界引退を正式に発表し、後任には北海道議会の道下大樹議員（民進党・道民連合）を擁立することを併せて発表[123]。
- 29日 - リバタリアン党が2016年大統領選挙の大統領候補に元ニューメキシコ州知事のゲーリー・E・ジョンソン、副大統領候補に元マサチューセッツ州知事のウィリアム・ウェルドを指名[124]。
- 31日
  - 民進党、共産党、社民党、生活の党の野党4党が提出した安倍内閣に対する内閣不信任決議案が、衆議院本会議において採決され、自民・公明の与党と、おおさか維新の会などの反対多数で否決[125]。
  - おおさか維新の会が浜田和幸参議院議員の第24回参議院議員通常選挙の公認取り消しを発表。浜田が27日の参院本会議を欠席し、大阪府内で政治活動をしていたことが理由[126]。

### 6月
- 1日
  - 第190回国会（通常国会）会期末。閣法（内閣提出法案）の成立率は89.3%[127][128]。
  - おおさか維新の会は浜田和幸参議院議員が5月30日に公認取消しを不服として提出した離党届を受理[129]。
- 2日 - 日本を元気にする会の松田公太代表が「政党助成法上の政党要件を失った責任を取る」とし、同日付で代表を辞任。後任の代表には、最高顧問のアントニオ猪木参院議員が就任[130]。
- 5日 - 第12回沖縄県議会議員一般選挙投開票。この結果、県政与党が改選前の24議席から27議席（社民6人、共産6人、社大3人、諸派3人、無所属9人の計27人）に伸ばし、過半数を獲得[131]。一方、県政野党の自民は1議席増の15議席に終わる。この他、中立の立場として公明が4人、おおさか維新が2人の議席をそれぞれ獲得し、民進は議席を獲得できなかった[132]。
- 15日 - 東京都の舛添要一知事は、政治資金の私的流用疑惑などを理由にこの日行われた東京都議会の本会議に先立って辞表を議長に提出。その後、都議会において同月21日付での舛添知事の辞任が全会一致で承認された[133]。
- 19日 - 18歳選挙権に関連する改正公職選挙法が施行（これにより18歳から選挙投票が可能となり、要件を満たす現役高校生も投票可能となった）[134]。
- 22日 - 第24回参議院議員通常選挙公示。今回、出馬した立候補者は389人 （地方区:225人、比例全国区:164人）[135]。前回2013年の参院選に比べて、44人減。また、参議院比例区に名簿を提出したのは12の政党と政治団体[136]。
- 23日 -  イギリスでEU離脱を問う国民投票実施。離脱支持が52%の票を獲得し半数を超え、僅差で勝利した[137]。
- 24日 -  前日執行のイギリス国民投票の結果を受けて、デーヴィッド・キャメロン首相が保守党党首及び首相を辞職する意思を表明した[138]。
- 25日 -  アイスランド大統領選挙。歴史学者でアイスランド大学教員のグズニ・ヨハンネソンが当選[139]。
- 26日 -  スペイン総選挙が行われ、与党国民党が議席を増やし第1党を維持[140]。
- 28日 日本共産党の藤野保史参議院議員が、6月26日に出演したNHKの討論番組で防衛費について「人を殺すための予算」と述べ批判を浴びた責任を取り、政策委員長を辞任した[141]。
- 29日
  -  北朝鮮で第13期第4回最高人民会議が開かれ、国防委員会が国務委員会に改編され、金正恩朝鮮労働党委員長が国務委員長に就任[142]。
  -  モンゴル国家大会議（国会）総選挙 (en) が実施され、最大野党のモンゴル人民党が圧勝。与党の民主党は惨敗し、サイハンビレグ首相も落選[143]。
- 30日 -  フィリピン大統領にロドリゴ・ドゥテルテが就任[144]。

### 7月
- 1日 - オーストリア憲法裁判所は大統領選挙決選投票の開票不正を認め決選投票の再実施を命じた[145]。
- 2日 - オーストラリアで29年ぶりの両院総選挙の投開票が行われた[146]。
- 3日 - 福岡県うきは市長選挙投開票。日本で初めて選挙権年齢が20歳以上から18歳以上に引き下げられた選挙が実施された[147]。
- 10日
  - 第24回参議院議員通常選挙
    - 自民・公明の連立与党は合計70議席（自民党56・公明党14）を獲得し勝利。一方野党は、民進党32議席、共産党6議席、おおさか維新の会7議席、社民党1議席、生活の党1議席、無所属4議席をそれぞれ獲得。日本のこころを大切にする党・新党改革は0議席に終わる[148]。なお、この選挙から公職選挙法改正により18歳以上（1998年7月11日生まれまで）が投票でき[149]、鳥取県・島根県及び徳島県・高知県の各選挙区が合区されて合同選挙区になる[150]。

  - 鹿児島県知事選挙は、無所属新人の元テレビ朝日コメンテーター・三反園訓が、現職の伊藤祐一郎を退け初当選[151]。
- 11日 - 新党改革代表の荒井広幸は、自党の議席がゼロとなり政党要件を喪失した責任を取り、政界引退と解党を表明した[152]。
- 12日 - 日本のこころを大切にする党・中山恭子代表が、第24回参議院議員通常選挙において当選者なしの惨敗の責任をとる形で中野正志幹事長に代表の辞任届を提出した[153]。
- 13日 - イギリスでデーヴィッド・キャメロン首相が退陣し、第76代首相にテリーザ・メイが就任、直ちに主要閣僚を任命してテリーザ・メイ内閣を発足させた[154][155]。
- 14日
  - 東京都知事選挙告示。過去最多の21人が立候補を届け出た[156]。
  - 吉田忠智社民党党首は党常任幹事会にて、第24回参議院議員通常選挙で現有議席を維持できず自身も落選してしまった責任をとり、社民党党首を引責辞任する意向を常任幹事会で表明した[157]。
  - 大阪府警察、第24回参議院議員通常選挙において比例区で落選した、おおさか維新の会の梅村聡元参議院議員の後援会事務所職員2人を公職選挙法違反（買収約束）容疑で逮捕[158]。
- 15日
  - 第24回参議院議員通常選挙において岩手県選挙区の野党統一候補として無所属で立候補し初当選した木戸口英司が[159][160]、生活の党と山本太郎となかまたちに参加した[161]。
  -  祖国平和協議会（英語版）を名乗るトルコ軍の一部反乱勢力がクーデターを企てたが、正規軍に鎮圧され失敗した[162]。
- 16日 - ドナルド・トランプが共和党の副大統領候補にインディアナ州知事のマイク・ペンスを起用することを発表した[163]。
- 19日 - オハイオ州で開催された共和党全国大会でトランプとペンスが共和党の正副大統領候補に指名された[164]。
- 23日
  - 自民党は無所属の平野達男参議院議員の入党を認めた。これにより、1989年（平成元年）の第15回参議院議員通常選挙で過半数を失って以来、27年ぶりに単独過半数である122議席を回復した[165]。
  - 日本のこころを大切にする党は議員総会を開き中山恭子代表の留任を全会一致で決めた。中山代表は第24回参議院議員通常選挙で議席を獲得できなかった責任をとり提出していた辞表を撤回した[166]。
  -  南スーダンのサルバ・キール・マヤルディ大統領が、対立していたリエック・マチャル第一副大統領を解任した[167]。
- 24日 -  議会での首相不信任決議案が採択確実となったことから、ネパールのK.P.シャルマ・オリ首相が辞任を表明した[168]。その後8月3日に元首相のプラチャンダが首相に指名され再登板を果たした[169]。
- 25日
  - 2010年選出参議院議員任期満了[170]。
  - 2月25日に覚醒剤取締法違反（覚せい剤の所持）で現行犯逮捕され有罪判決を受けた神奈川県葉山町議の懲罰事犯が提出され、全会一致で除名が決定した[171]。
- 26日
  - 社民党と生活の党と山本太郎となかまたちは参議院統一会派「希望の会」の結成を参議院事務局に届け出た。会派は生活の党3人、社民党2人の計5人からなり、議員会長に社民党の福島瑞穂副党首、幹事長に生活の党の青木愛参院議員が就任した[172][173]。なお、第24回参議院議員通常選挙で当選した生活の党に党籍を持つ無所属候補のうち、木戸口英司は会派入りするが、森裕子は会派入りせずに当面無所属で活動することとなった。
  -  民主党全国大会は大統領候補にヒラリー・クリントンを正式指名。主要政党の大統領候補に女性が指名されるのは初[174]。
- 27日
  - 参議院の会派「日本を元気にする会・無所属会」が解散。会派代表を務めたアントニオ猪木は会派「無所属クラブ」に参加、山口和之はどの会派にも属しない議員となった[175]。
  -  民主党全国大会は副大統領候補にティム・ケイン上院議員を正式指名[176]。
  -  ジョコ・ウィドド・インドネシア大統領が内閣改造。13閣僚交代[177]。
  -  欧州連合のジャン＝クロード・ユンケル欧州委員会委員長は英国のEU離脱交渉の責任者にミシェル・バルニエ元欧州委員会副委員長を任命[178]。
- 28日 - 民進党はこの日行われた執行役員会において、結党後初の代表選を9月2日告示、9月15日投開票の日程で行うことを決定[179]。
- 29日
  - 自民党は所属参院議員による特別議員総会を開き、26日に告示され参議院議員会長への無投票当選が決まった[180]橋本聖子の就任を正式に了承した[181]。
  - 民進党は参議院議員総会を開き、25日に告示され参議院議員会長への無投票当選が決まった[182]小川敏夫の就任を正式に決定した[183]。
- 30日 - 民進党・岡田克也代表は、党本部で記者会見を開き、9月に行われる2016年民進党代表選挙に立候補せず代表を退任すると表明[184]。
- 31日 - 東京都知事選挙投開票。その結果、無所属新人で元環境大臣の小池百合子が、増田寛也（自民、公明、こころ推薦）や鳥越俊太郎（民進、共産、社民、生活推薦）らを退け、当選。東京都知事としては初、全国的にも7人目となる女性知事が誕生した[185]。

### 8月
- 1日 - 第191回国会（臨時国会）召集。参議院本会議で、議長に前自由民主党参議院幹事長の伊達忠一（自由民主党）、副議長に前民進党参議院議員会長の郡司彰（民進党）をそれぞれ選出[186]。
- 2日 - 民進党は、この日行われた両院議員総会において、結党後初の代表選を9月2日告示、9月15日投開票の日程で行うことを決定[187]。
- 3日
  - 第191回国会（臨時国会）会期末。参議院の議長・副議長の選挙や委員長の選任などが行われ、法案審議は行われなかった[188]。
  - 政府および自民党は、第24回参議院議員通常選挙の結果を受けた内閣改造および党役員人事を行い、第3次安倍再改造内閣の19人および自民党執行部をはじめとする新しい役員のメンバーを発表[189][190]。
  -  南アフリカ統一地方選挙投票日。与党・アフリカ民族会議が53.8%を得票し勝利。前回2011年の62%からは後退。リベラル白人系の民主同盟と黒人系左翼の経済的解放の闘士は議席を伸長[191]。
- 7日
  -  アメリカ緑の党党大会が開催され、医師のジル・スタインを大統領候補に指名[192]。
  -  タイ新憲法草案が国民投票により承認。結果を受けて、軍事政権のプラユット・チャンオチャ暫定首相は2017年末に総選挙を行う意向を表明[193]。
- 8日 -  サントメ・プリンシペ大統領選挙決選投票が行われ、エバリスト・カルバリョ元首相が当選。現職で対立候補のマヌエル・ピント・ダ・コスタ大統領は第一回投票で不正があったとしてボイコット[194]。
- 9日 -  韓国与党・セヌリ党大会が開催され、新代表に親大統領派の李貞鉉（朝鮮語版）元大統領府広報首席秘書官を選出[195]。
- 10日 - 3日に大阪地検特捜部からメガソーラーの業者選定を巡り官製談合防止法違反容疑で自宅を家宅捜索されていた天理市議が血を流して死亡しているのが発見された。自殺の可能性があるという[196]。
- 16日 -  朴槿恵韓国大統領が文化体育観光部長官ら3閣僚を交代[197]。
- 19日 -  北朝鮮の在ウズベキスタン大使館が閉鎖されていたことが判明。1月の核実験強行を受けたウズベキスタン側の要求。中央アジアで唯一の在外公館であった[198]。
- 22日 - 熊本県警察、第24回参議院議員通常選挙において比例区で当選した、自民党の藤木眞也参議院議員の地元後援会事務局長を公職選挙法違反（買収）容疑で逮捕[199]。
- 23日 - おおさか維新の会は、大阪市内で臨時の党大会を開き、党名を「日本維新の会」に変更することを決めた。これにより「日本維新の会」の名称が、2年ぶりに復活することが正式決定した。なお、臨時党大会では代表選は実施せず、松井一郎大阪府知事が代表を続投することも併せて決定[200]。
- 24日 - 第24回参議院議員通常にて沖縄県選挙区で落選した島尻安伊子前沖縄北方対策担当大臣を鶴保庸介沖縄北方担当大臣の補佐官に任命[201]。
- 27日 -  チュニジアでユスフ・シャヘドが首相に就任し、新内閣が発足した[202]。
- 30日 - 新潟県の泉田裕彦知事がこの日、10月16日執行予定の新潟県知事選挙に出馬せず、在任3期目の今期限りで知事を勇退することを発表[203]。
- 28日 - 大分県日出町長選挙を執行し、無所属で新人の本田博文が初当選[204]。
- 31日
  -  ブラジル政府の会計を粉飾したとして職務停止になっていた、ジルマ・ルセフ大統領に対するブラジル上院での弾劾裁判での最終採決の結果、議員の3分の2以上が有罪を支持したため、ルセフは即日罷免され、大統領職を自動失職した。これにより、大統領代行を務めるミシェル・テメルが大統領に昇格し、2018年末までの残り任期を務める[205]。
  -  韓国の統一部の報道官が定例記者会見において、北朝鮮の金勇進副首相が処刑されたという韓国政府の見解を明らかにした[206]。

### 9月
- 1日 - 社民党は党常任幹事会を行い、第24回参議院議員通常選挙での党の惨敗の責任を取って辞任を表明していた吉田忠智党首を慰留し、吉田党首もそれを受け入れたため続投することとなった。非議員の党首は、前身の日本社会党時代の飛鳥田一雄委員長（当時：横浜市長）以来[207]。
- 2日
  - 民進党代表選挙告示。蓮舫代表代行、前原誠司元外務大臣、玉木雄一郎国会対策副委員長の3人が立候補を届け出る[208]。
  -  1991年の独立以来、25年にわたってウズベキスタン共和国の初代大統領を務めてきたイスラム・カリモフ大統領が死去したことを国営テレビが発表した[209]。
- 4日 -  香港にて第6回立法会議員総選挙が行われた。親中派は40議席を獲得した一方、非親中派は30議席を獲得し、議員議案と政府重大議案（政治改革など）の否決権を維持した[210]。
- 9日 - 公明党は、山口那津男代表の任期満了に伴う代表選を告示。現職の山口代表以外に届け出が無かったため、山口代表の5選が確定[211]。なお、代表選が開催される場合は同月17日の党大会に併せて投開票が行われる予定だった[212]。
- 12日 - 第24回参議院議員通常選挙で民進党公認で比例区から出馬するも落選した田中直紀前参議院議員が、選挙期間中に中央選挙管理会に届け出をしていない文書を配布した容疑で、事務所関係者2名と共に書類送検された[213]
- 15日 - 2016年民進党代表選挙が投開票され、蓮舫候補が1回目の投票で過半数以上の503ポイントを獲得。前原誠司・玉木雄一郎の両候補を大差で下し、新代表に選出。なお、女性が党代表となるのは旧・民主党時代も含めて初となる[214]。
- 18日
  -  2016年ロシア下院選挙投開票。与党統一ロシアが4分の3超の議席を獲得し圧勝。与党補完勢力であるロシア共産党、ロシア自由民主党、公正ロシアと合わせて議席をほぼ独占。投票率は47.8%で前回2011年の60.1%を大幅に下回る[215][216]。
  -  ベルリン市議選投開票。難民排斥を訴える右派政党ドイツのための選択肢が躍進し、第5党に浮上。連立与党ドイツキリスト教民主同盟及びドイツ社会民主党はともに議席を減らし過半数割れ[217]。
- 9月21日 - 日本のこころを大切にする党が、党名短縮への手始めとして、参議院会派の名称を「日本のこころを大切にする党」から「日本のこころ」に変更することを参院事務局に届け出た[218]。
- 26日
  - 第192回国会（臨時国会）召集。第2次補正予算や環太平洋パートナシップ協定の承認議案と関連法案が最大の焦点となる見込みである[219]。
  - 衆議院と参議院の本会議で、9日に行われた北朝鮮による5度目の核実験に抗議する決議がそれぞれ可決された[220][221]。
  - 安倍晋三内閣総理大臣が所信表明演説を行った[222][223]。この際、自由民主党の議員がスタンディングオベーションを行い問題となった。

  - 鈴木貴子、松本剛明の両衆議院議員が自由民主党との衆議院院内会派に参加、これに従い会派名が、「自民党」から「自民党・無所属の会」に変更された[224]。
  - 金城徹那覇市議会議長が議長辞任を表明した。今年6月以降市議会においては金城議長の辞任を求める決議が4回可決されており、混乱が続いていた[225]、
- 29日 - TPPの承認案と関連法案の審議入りを前にして、福井照衆議院議員が、「西川公也先生の思いを強行採決という形で実現するよう頑張らせていただく」と発言し、同日、責任を取り衆議院TPP特別委員会理事を辞任した[226]。

### 10月
- 2日 -  コロンビアで、政府と左翼ゲリラのコロンビア革命軍が結んだ和平合意への賛否を問う国民投票が行われたが、和平案は否決された[227]。
- 6日 - 大阪府で健康保険が適用される施術をしたと偽り、療養費をだまし取ったとして、池田市市議会議員が詐欺容疑で逮捕された[228]。
- 7日
  -  モロッコ下院選挙投開票。与党正義発展党が第1党を維持[229]。
  -  ノーベル平和賞をフアン・マヌエル・サントスコロンビア大統領が受賞。「50年以上に及ぶ内戦終結への断固たる努力」が授賞理由[230]。
- 11日 - 参議院本会議にて、2016年度第二次補正予算が成立[231]。
- 12日 - 生活の党と山本太郎となかまたちは両院議員総会を開き、『自由党』への党名変更を決定した。なお「自由党」はかつて小沢一郎が代表を務めた政党で、1998年に結成され、2003年に旧民主党に吸収合併（いわゆる『民由合併』）されるまで使用されたが、これにより13年ぶりに「自由党」の名跡が復活することになる[232]。また、山本太郎共同代表は、自由党所属議員のまま別の政治団体「山本太郎となかまたち」を設立する意向を示した[233]。
- 13日 -  チャクリー王朝第9代のタイ国王ラーマ9世が入院していたシリラート病院にて死去[234]。ワチラーロンコーン皇太子が国民と共に喪に服す意向であることが伝えられたため、王位を継承するまでの間憲法規定に従って枢密院議長であるプレーム・ティンスーラーノンが暫定摂政を務め、国王の職務を一時的に代行することになった[235][236]。
- 16日
  - 新潟県知事選挙で米山隆一が初当選[237]。
  -  モンテネグロ議会選挙投開票。親欧米で政権与党の社会主義者民主党が第1党を維持[238]。
- 17日 - 8月3日に無所属クラブを離脱していた渡辺美知太郎参議院議員が[239]、自民党参議院会派に入会した[240]。
- 18日 - 比例東京ブロック選出の若狭勝が東京10区の補欠選挙に出馬して自動失職したことに伴い、田畑毅元衆議院議員の繰り上げ当選が決定した[241]。
- 20日 - 前参議院議員で公職選挙法違反容疑で罰金刑を言い渡されていた田中直紀が、この日から5年間公民権停止となった[242]。なお、同日、9月20日付けで民進党本部に離党届を提出し受理されたことが新潟県連常任幹事会で報告された[243]。
- 23日
  - 国会議員の後期補欠選挙
    - 福岡県第6区補欠選挙で無所属の鳩山二郎が当選[244]。なお自民党は当選後、鳩山を追加公認した。
    - 東京都第10区補欠選挙で自民党公認・公明党推薦の若狭勝が当選[245]。

  - 富山県知事選挙で石井隆一が4選[246]。
  - 岡山県知事選挙で伊原木隆太が再選[247]。
- 25日 - 無所属の浅尾慶一郎衆議院議員が自民党会派へ入会した[248]。
- 26日 - 自由民主党所属国会議員全員が対象の政治制度改革実行本部総会が開かれ、総裁任期の、「連続2期6年」から「連続3期9年」への延長が了承された[249]。
- 29日 -  2015年総選挙以来政権不在状態のスペインで、マリアーノ・ラホイ・ブレイ政権への信任投票が議会下院で行われ、賛成170、反対111、棄権68の結果で信任された。これを受けてラホイは第2次政権の組閣を開始する[250]。
- 31日
  - 鹿内博青森市長が、青森駅前の複合商業施設アウガを運営する第三セクターが債務超過に陥り、市が融資した2億円を回収できなくなった責任を取り、引責辞任した[251]。
  -  韓国の検察当局が、朴槿恵大統領の親友で実業家の崔順実を、国政に介入したとして緊急逮捕した[252]。

### 11月
- 2日
  - 郵政民営化に反対し自民党を除名されていた、綿貫民輔元衆議院議長の復党が正式決定された[253]。
  -  朴槿恵韓国大統領が、黄教安国務総理を更迭し後任に青瓦台政策室長などを歴任した金秉準を指名した[254]。
- 8日
  -  2016年アメリカ合衆国大統領選挙投票日、その後開票が進み、翌9日に、共和党・ドナルド・トランプが民主党・ヒラリー・クリントンを退けて、当選が確実となった[255]。
  -  国務総理に金秉準を指名する人事が、事前に野党に相談が無かったため議会で承認を得る目処が立たず[256]、朴槿恵大統領が丁世均国会議長との会談で、野党側の人事要求を受け入れる意向を示し事実上人事案が撤回された[257]。
  - 自由党は無所属で活動していた森裕子参院議員（新潟選挙区）が入党し、社民党との共同会派にも加わったことを発表。なお、森は第24回参院選前は生活の党（当時）に所属していたが、参院選で野党統一候補として立候補。当選後は、無所属の参院議員として活動していた[258]。
- 10日 - TPP承認案及び関連法案が衆議院本会議で採決され、与党と日本維新の会などの賛成多数で可決された[259]。なお、これに先がけ、民進・共産・自由・社民の4野党により提出された山本有二農林水産相の不信任決議案は反対多数により否決される[260]。
- 13日 -  2016年モルドバ大統領選挙投開票。親ロシア派で社会党の候補のイゴル・ドドンが当選した[261]。
- 14日 -  2016年ブルガリア大統領選挙決選投票投票日。親ロシア派で野党社会党が推す、ラデフ前空軍司令官が当選した。与党候補の落選を受け、ボイコ・ボリソフ首相は辞意を表明した[262]。
- 15日 -  ロシアのアレクセイ・ウリュカエフ経済開発大臣が石油取引をめぐる収賄容疑で身柄を拘束された[263]。
- 18日 - 参議院議員の和田政宗が日本のこころを大切にする党を離党[264][265]。同月21日に無所属のまま参議院自民党会派に入会した[266]。
- 20日
  - 栃木県知事選挙で福田富一が4選。[267]
  -  ハイチで大統領選挙の投票が実施された[268]。
- 23日 -  韓国の金賢雄法相と崔在卿大統領府民情首席秘書官が辞表を提出した[269]。
- 28日 - 名古屋高等裁判所は美濃加茂市の藤井浩人市長に逆転有罪判決[270]。その後、出直し市長選出馬のため議会に12月19日付けの辞職願いを提出し、了承された[271]。
- 29日
  -  韓国の朴槿恵大統領は、記者会見において大統領任期の短縮を含む自らの進退をすべて国会に委ねる意向を表明した[272]。
  -  英国で調査権限法が可決、成立[273]。

### 12月
- 1日
  -  ワチラーロンコーン皇太子が暫定議会議長による即位要請を受けこれを受諾、ラーマ10世としてタイ王国国王に即位した[274]。
  -  韓国与党のセヌリ党が議員総会を開き、朴槿恵大統領が来年4月に退任し6月に大統領選挙を目指す方針で合意した[275]。
- 2日 -  アメリカ合衆国下院が、台湾との軍事交流推進を国防総省に促す内容が盛り込まれた国防権限法案を本会議にて可決した[276]。
- 3日
  -  韓国の野党3党（共に民主党・国民の党・正義党）所属議員と無所属議員、合計171人は朴槿恵大統領に対する弾劾訴追案を国会に発議（提出）した。議案は、今月8日の本会議に上程され、9日に採決が行われる見通し[277]。
  -  ガンビアで大統領選挙がおこなわれ、野党の候補アダマ・バロウが5選目を目指した現職のヤヤ・ジャメを破り当選を果たした[278]。
- 4日
  -  オーストリアで、5月に行われた大統領選挙決選投票のやり直し投開票。「緑の党」前党首で親EU派のアレクサンダー・ファン・デア・ベレンが、極右政党「自由党」のノルベルト・ホーファーとの接戦を制し当選した。EU加盟国発初の極右大統領が誕生するかどうか注目されていたが実現しなかった[279]。
  -  イタリアで元老院の権限を弱めることなどを柱とした憲法改正案の国民投票を執行。大差で否決される見通しとなったため、自身の進退をかけていたマッテオ・レンツィ首相は辞任を表明[280]。
- 5日 -  ニュージーランドのジョン・キー首相が家庭の事情を理由に首相辞任を表明[281][282]。
- 6日
  - カジノを中心とした統合型リゾート推進法案が衆議院本会議で可決、参議院に送付された[283]。
  - 自民党東京都連は、都知事選で党の方針に反して小池百合子を応援した自民党区議7人を除名した[284]。
  -  韓国の朴槿恵大統領は、ソウルの大統領府で与党セヌリ党の李貞鉉代表や鄭鎮碩院内代表らと会談を行い、与党が求めていた来年4月末の辞任を受け入れる考えを示した[285]。
- 6日・7日 -  韓国の国会は、朴槿恵大統領の一連の疑惑に対する国政調査のため、特別調査委員会の聴聞会を開催。
  - 1日目は、韓国を代表する9つの財閥（サムスングループ・ロッテグループ・現代自動車グループ・SKグループ・LGグループ・ハンファグループ・韓進グループ・CJグループ・GSグループ））のトップが出席、一連の疑惑について証言を行う[286][287]。
  - 2日目は、事件に関係し、逮捕や起訴された当事者を国会に呼び出し、事情聴取を行う。しかし、この公聴会には国会が出席を求めた27人中、13人しか出席せず、崔順実本人は健康状態などを理由に午前の聴聞会には姿を見せなかった。そのため、特別調査委員会の金聖泰(キム・ソンテ)委員長は同行命令を議決し、崔順実ら欠席したメンバーに対し「同行命令状」を発付する一幕もあった[288]。
- 7日 -  スイス議会が、ドリス・ロイトハルト連邦副大統領兼環境・運輸・エネルギー・通信相を次期連邦大統領に選出した。大統領就任は2010年に続き2回目[289]。
- 9日 -  韓国の国会で朴槿恵大統領の弾劾訴追案（朴槿恵韓国大統領弾劾訴追）の採決が行われ、賛成234、反対56で可決された。これに伴い朴大統領は職務停止となり、黄教安国務総理が職務を代行する[290]。
- 10日 -  7日に投票が行われたガーナ大統領選挙の開票結果が発表され、野党候補のナナ・アクフォアドが現職のジョン・ドラマニ・マハマを破り当選した[291]。
- 11日
  -  セルジョ・マッタレッライタリア大統領がパオロ・ジェンティローニに新政権の組閣を要請し[292]、翌12日にジェンティローニ内閣が発足した[293]。
  -  2016年マケドニア議会選挙投開票。与党マケドニア民主党連合が野党を小差で破り勝利した[294]。
- 12日 -  ニュージーランド国民党が議員総会を開催し、12月5日に退陣を表明したジョン・キーの後任としてビル・イングリッシュ副首相を第12代党首に選出。イングリッシュはその後第39代ニュージーランド首相に就任した[295]。
- 14日
  - 東京都議会の公明党幹事長の東村邦浩が、1979年から都議会において続いてきた自民党会派との連携を見直すことを表明[296]。
  - 民進党が提出した安倍総理問責決議案の取り扱いを巡り参議院議院運営委員会で採決が行われた結果、自民・公明・日本維新の会の賛成多数で、問責決議案を本会議では扱わないことが決まった[297]。その後、休憩となっていた参議院本会議が再開され、統合型リゾート推進法案の修正案が自民党・日本維新会などの賛成多数で可決。前日に開催された参議院内閣委員会で法案が修正されたため、同日衆議院へ再送付された[298]。
  - 熊本県の山下慶一郎荒尾市長が、市民病院移転などを巡り市議会との対立が続いていることを理由に、市議会に辞職願を提出し、その後19日に辞職した。出直し市長選に立候補する意向を示している[299]。
- 15日
  - 民進・共産・自由・社民の野党4党が提出した安倍内閣不信任決議案が衆議院本会議にて採決され、自民・公明の与党と日本維新の会の反対多数で否決[300]。その後続けて統合型リゾート推進法案修正案の採決が行われ、賛成多数で可決・成立した[301]。
  - 安倍晋三首相とロシアのウラジーミル・プーチン大統領が山口県長門市で日露首脳会談を開催[302]。
- 16日
  - 安倍晋三首相とロシアのウラジーミル・プーチン大統領が首相官邸で日露首脳会談を開催[303]。
  -  朴槿恵大統領が弾劾訴追案の審理を行っている憲法裁判所に対して弾劾訴追を棄却するよう求める答弁書を提出[304]。同日、与党セヌリ党の院内代表に親朴派の鄭宇沢が選出され、親朴派と非朴派の対立が決定的となり、李貞鉉代表が辞意を表明した[304]。
- 17日 - 第192回国会会期末[305]。
- 19日 -  先月の大統領選挙で選ばれた全米の州と首都ワシントンの選挙人、合わせて538人による投票が各地で行われ、ドナルド・トランプが当選に必要な半数を超える票を獲得し第45代アメリカ合衆国大統領に正式に選出された[306]。
- 21日
  - 衆議院議員の初鹿明博が、自身の女性問題に関する週刊誌報道を受け、民進党青年局長を辞任[307]。
  -  中華民国外交部が、サントメ・プリンシペとの断交を発表[308]。
- 23日 -  アメリカ合衆国で、台湾との軍事交流推進をアメリカ国防総省に促す内容が盛り込まれた国防権限法が、成立した[309]。
- 26日 -  韓国国会の国政調査特別委員会が崔順実に対する非公開の聴聞会をソウル拘置所内で行った。面会した議員らの発表によると、崔順実は朴大統領との共謀関係について全面的に否認し、「特別な恩恵を受けたことはない」と述べた。財団を設立し大企業に巨額出資させることを自ら考案したのか問われると「私はアイデアを出していない」と語った。検察には朴氏の案だと供述したという[310]。
- 26日・27日 - 安倍晋三首相がアメリカ合衆国ハワイ州を訪問、えひめ丸事件慰霊碑、国立太平洋記念墓地等を訪れ、27日にバラク・オバマ大統領との首脳会談の後、同大統領と共に、真珠湾を訪れ、日本の現職総理大臣として初めてアリゾナ記念館で慰霊式典に参加し、声明を発表した[311]。
- 27日 -  韓国与党セヌリ党で、朴槿恵大統領と距離を置く非主流派の議員29人が集団離党を宣言した。来年1月24日に「改革保守新党」（仮称）を設立する予定[312]。
- 28日
  - 都議会自民党に所属する都議会議員3人が都議会自民党幹事長に会派離脱届を提出した。3人は記者会見を開き、新たな会派「新風自民党」を立ち上げることを明らかにした。なお、自民党を離党はしない方針[313]。
  -  韓国の特別検察官の捜査チームが前保健福祉部長官の文亨杓（朝鮮語版）国民年金公団理事長を職権乱用などの疑いで緊急逮捕し身柄を拘束した。サムスングループ関連会社が昨年合併した際、国民年金公団に対し合併に賛成するよう圧力をかけた疑いが持たれている[314]。その後31日に、逮捕状を取得し正式に逮捕[315]。
- 31日 -  国際連合事務総長の潘基文が2期10年間の任期を満了し退任[316]。

## 死去
- 1月1日 - マイケル・オクスレー（英語版） :  元アメリカ合衆国下院議員（* 1944年）[317]
- 1月8日 - 小川信 : 元社会党衆院議員（1932年）[318]
- 1月22日 - 土肥隆一 : 元社会党・民主党衆院議員（1939年）[319]
- 1月24日 - 川俣健二郎 : 元社会党衆院議員（1926年）[320]
- 1月27日 - 青木茂 : 元サラリーマン新党参院議員、サラリーマン新党代表（1922年）[321]
- 1月30日 - フランシスコ・フローレス・ペレス（英語版） : 元エルサルバドル大統領（* 1959年）[322]
- 2月2日 - 会田長栄 : 元社会党参院議員（1928年）[323]
- 2月9日 - スシル・コイララ : 元ネパール首相（1939年）[324]
- 2月12日 - 中桐伸五、元民主党衆議院議員（* 1943年）[325]
- 2月15日 - 藤田高敏、元社会党衆議院議員（* 1923年）[326]
- 2月16日 - ブトロス・ブトロス＝ガーリ : 第6代国際連合事務総長、元エジプト外相（1922年）[327]
- 2月18日 - 大城眞順、元琉球政府立法院議員、元自由民主党衆議院議員・参議院議員（* 1927年）[328]
- 2月20日 - 富塚三夫、元社会党衆議院議員（* 1929年）[329]
- 2月22日 - 西中清、元公明党衆議院議員（* 1932年）[330]
- 2月28日
  - 渡辺嘉蔵、元日本社会党衆議院議員、元内閣官房副長官（* 1926年）[331]
  - 藤原哲太郎、元民社党衆議院議員（* 1927年）[332]
- 3月3日 - タナット・コーマン（英語版） : タイの元外務大臣（* 1914年）[333]
- 3月4日 - 沢田一精 : 元自由民主党参議院議員、元熊本県知事（* 1921年）[334]
- 3月9日 - 大内啓伍 : 元衆議院議員【民社党・自由連合・自由民主党所属】、第7代民社党委員長、第76代・第77代厚生大臣（* 1930年）[335]
- 3月18日
  - ロタール・シュペート : 連邦参議院議長（1937年）[336]
  - ギド・ヴェスターヴェレ : 自由民主党党首、外務大臣（1961年）[337]
- 3月20日 - アンカー・ヨルゲンセン（英語版） : 元デンマーク首相（* 1922年）[338]
- 3月22日 - 逢沢英雄、元自由民主党衆議院議員（* 1926年）[339]
- 3月31日 - ハンス＝ディートリヒ・ゲンシャー : 自由民主党党首、外務大臣（1927年）[340]
- 4月9日 - 中村登美、元自由民主党参議院議員（* 1916年）[341]
- 4月11日 - ペンギラン・ユソフ（ペンギラン・ユスフ、ユリ・ハリム[342]） : ブルネイ元首相、元駐日大使（1923年）[343]
- 4月18日 - 金子満広 : 元日本共産党衆議院議員、元日本共産党書記局長（* 1924年）[344]
- 4月19日 - パトリシオ・エイルウィン : 元チリ大統領（1918年）[345]
- 4月20日 - 戚本禹、中華人民共和国の政治家（* 1931年）[346]
- 4月23日 - バンハーン・シラパアーチャー : 元タイ首相（1932年）[347]
- 5月3日
  - 佐藤信二 : 元自民党衆院議員、第61代通商産業大臣、第60代運輸大臣（1932年）[348]
  - ドミンゴ・リム・シアゾン、フィリピンの外交官、政治家、元外務大臣（* 1939年）[349]
- 5月4日 - 高桑栄松、元公明党参議院議員（* 1919年）[350]
- 5月6日 - マルゴット・ホーネッカー : 元ドイツ民主共和国国民教育大臣（1927年）[351]
- 5月13日 - 有川清次 : 元社会党衆院議員（1929年）[352]
- 5月17日 - 堀内光雄 : 元自民党衆院議員、第62代通商産業大臣、第52代労働大臣（1930年）[353]
- 5月20日 - 姜錫柱 : 朝鮮労働党書記（国際担当）、朝鮮労働党国際部長、元朝鮮民主主義人民共和国副首相（1939年）[354]
- 5月31日 - ムハンマド・アブデルアズィーズ : サハラ・アラブ民主共和国大統領（1947年）[355]
- 6月8日 - 近岡理一郎 : 元自由民主党衆議院議員、第55代科学技術庁長官（* 1926年）[356]
- 6月16日
  - 米沢隆 : 元衆議院議員【民社党・新進党・民主党所属】、第8代民社党委員長（* 1940年）[357]
  - ジョー・コックス : イギリス庶民院議員（* 1974年）[358]
- 6月21日 - 鳩山邦夫 : 元衆議院議員【自由民主党・新進党・民主党所属】、第10代総務大臣（* 1948年）[359]
- 7月2日 - ミシェル・ロカール： 元フランス首相（* 1930年）[360]
- 7月12日
  - 大橋巨泉：元参議院議員【民主党所属】（* 1934年）[361]。
  - ゴラン・ハジッチ（英語版）： 第2代クライナ・セルビア人共和国大統領（* 1958年）[362]
- 8月17日 - 宮本一三：元衆議院議員【新生党・新進党・自由民主党所属】（* 1931年）[363]
- 8月21日 - 平松守彦：元大分県知事（* 1924年）[364]
- 8月22日 - S・R・ナザン： シンガポール第6代大統領（* 1924年）[365]
- 8月22日 - 前田勲男：元自由民主党参議院議員、第59代法務大臣（* 1943年）[366]
- 8月24日 - ヴァルター・シェール： 第4代西ドイツ大統領（* 1919年）[367]
- 9月2日 - イスラム・カリモフ：  ウズベキスタン共和国初代大統領（* 1938年）[368]
- 9月3日 - 高橋令則 : 元新進党・自由党参議院議員（* 1934年）[369]
- 9月4日 - 粟屋敏信：元自民党・新生党・新進党衆議院議員（* 1926年）[370]
- 9月9日 - 加藤紘一：元自民党衆議院議員、元自民党幹事長、第54代内閣官房長官、第43代防衛庁長官（* 1939年）[371]
- 9月11日 - 伊藤茂：元衆議院議員【日本社会党・社会民主党所属】、第67代運輸大臣（* 1928年）[372]
- 9月16日 - カルロ・アツェリオ・チャンピ： 第73代イタリア首相、第10代大統領（* 1920年）[373]
- 9月17日 - 桧田仁 : 元自民党衆議院議員（*1942年）[374]
- 9月28日 - シモン・ペレス： 第9・12代イスラエル首相、第9代イスラエル大統領（* 1923年）[375]
- 10月5日 - ミハル・コヴァーチ： 初代スロバキア大統領（* 1930年）[376]
- 10月13日 - ラーマ9世： チャクリー王朝第9代タイ国王（* 1927年）[234]
- 10月21日 - 小坂憲次：元衆議院議員・参議院議員【自由民主党・新生党・新進党・太陽党・民政党所属】、第7代文部科学大臣（* 1946年）[377]
- 10月24日 - ホルヘ・バジェ・イバニェス： 第38代ウルグアイ大統領（* 1927年）[378]
- 10月28日 - 沼川洋一：元公明党衆議院議員（* 1931年）[379]
- 10月29日 - ペン・ソバン：カンボジア人民共和国初代首相（* 1936年）[380]
- 11月7日 - ジャネット・レノ：アメリカ合衆国第78代司法長官（* 1938年）[381]
- 11月14日 - 五島正規：元衆議院議員【日本社会党・旧民主党・民主党】（* 1939年）[382]
- 11月16日 - 奥野誠亮：元自由民主党衆議院議員、第95代文部大臣、第39代法務大臣、第16代国土庁長官（* 1913年）[383]
- 11月16日 - メルビン・レアード（en:Melvin Laird）：第10代アメリカ合衆国国防長官（* 1922年）[384]
- 11月21日 - 倉田雅年：元自由民主党衆議院議員（* 1939年）[385]
- 11月23日 - リタ・バルベラ：スペイン国会上院議員、元バレンシア市長（* 1948年）[386]
- 11月25日 - フィデル・カストロ：キューバ共和国初代国家評議会議長兼閣僚評議会議長（* 1926年）[387]
- 12月5日 - ジャヤラム・ジャヤラリタ：タミル・ナードゥ州首相（* 1948年）[388]
- 12月8日 - ジョン・ハーシェル・グレン：元アメリカ合衆国上院議員（* 1921年）[389]
- 12月8日 - ヴァルドン・ドウィヨゴ（英語版）：ナウル保健・運輸相（* 1968年）[390]
- 12月14日 - 小里貞利：元自由民主党衆議院議員、第21代総務庁長官、第55代労働大臣、元震災対策担当大臣、第41代自民党総務会長（* 1930年）[391]
- 12月18日 - 和田貞夫：元日本社会党衆議院議員（* 1925年）[392]
- 12月24日 - 森下博之：元自由民主党参議院議員（* 1942年）[393]
- 12月24日 - 駒谷明：元公明党衆議院議員（* 1930年）[394]
- 12月27日 - 今泉正二：元自由民主党参議院議員（* 1926年）[395]
- 12月28日 - グレゴリオ・アルバレス（英語版）：ウルグアイ元大統領（* 1925年）[396]